# Garth Joseph
Garth McArthur Fitzgerald Joseph (Roseau, 8 agosto 1973) è un ex cestista dominicense.
Ha giocato nel ruolo di centro, essendo di dimensioni imponenti: 218 centimetri di altezza e 143 chilogrammi circa di peso.

## Carriera
Ha frequentato The College of Saint Rose, tenendo nel secondo anno di campionato NCAA medie da 15,8 punti, 11,8 rimbalzi e 3,3 stoppate. Nel 2001 ha avuto una brevissima esperienza nella National Basketball Association, durante la quale ha giocato soltanto 4 partite (2 coi Denver Nuggets e 2 coi Toronto Raptors) segnando 2 punti totali.
Precedentemente, aveva militato nelle franchigie di numerosi campionati, dal campionato greco con i Peristeri Athens, alle varie leghe minori del panorama americano (IBA, USBL, IBL), facendo spesso da padrone sotto i tabelloni. Nella sua carriera ha anche giocato (dal 2001 al 2005) nella Chinese Basketball Association, nei Shaanxi Kylins, dimostrandosi il centro più affidabile e dominante (in difesa e a rimbalzo) di tutto il campionato.

## Palmarès
- Campione IBA (1999)
- All-IBA Second Team (1999)
- Miglior stoppatore IBA (1999)
- Migliore nella percentuale di tiro IBA (1999)
- Campione USBL (1999)
- USBL All-Defensive Team (1999)